# Перепелиця-клоун західна
Перепелиця-клоун західна (Cyrtonyx ocellatus) — вид куроподібних птахів родини токрових (Odontophoridae).

## Поширення
Вид поширений в Центральній Америці. Трапляється на півдні Мексики, у Гватемалі і Гондурасі, на сході Сальвадору та на півночі Нікарагуа. Мешкає у відкритих гірських лісах та гірських луках з чагарниками.

## Опис
Птах завдовжки 22 см, вагою 180 г. Оперення рябе — коричневе з білими цятками. На голові є коричневий чубчик з чорними смугами. Лице біле з чорною смугою навколо очей. Боки тіла сіро-коричневі з чорними смугами. Груди та черево коричневі. Дзьоб зверху чорний, знизу білий.